# Prisilna perspektiva
Prisilna perspektiva je tehnika, ki uporablja optično iluzijo, da je predmet videti dlje, bližje, večji ali manjši, kot je v resnici. Manipulira s človeško vizualno zaznavo z uporabo merjenih predmetov in s korelacijo med njimi in stališčem gledalca ali kamere. Uporablja se v fotografiji, filmskem ustvarjanju in arhitekturi.